# Bebedero (recipiente)

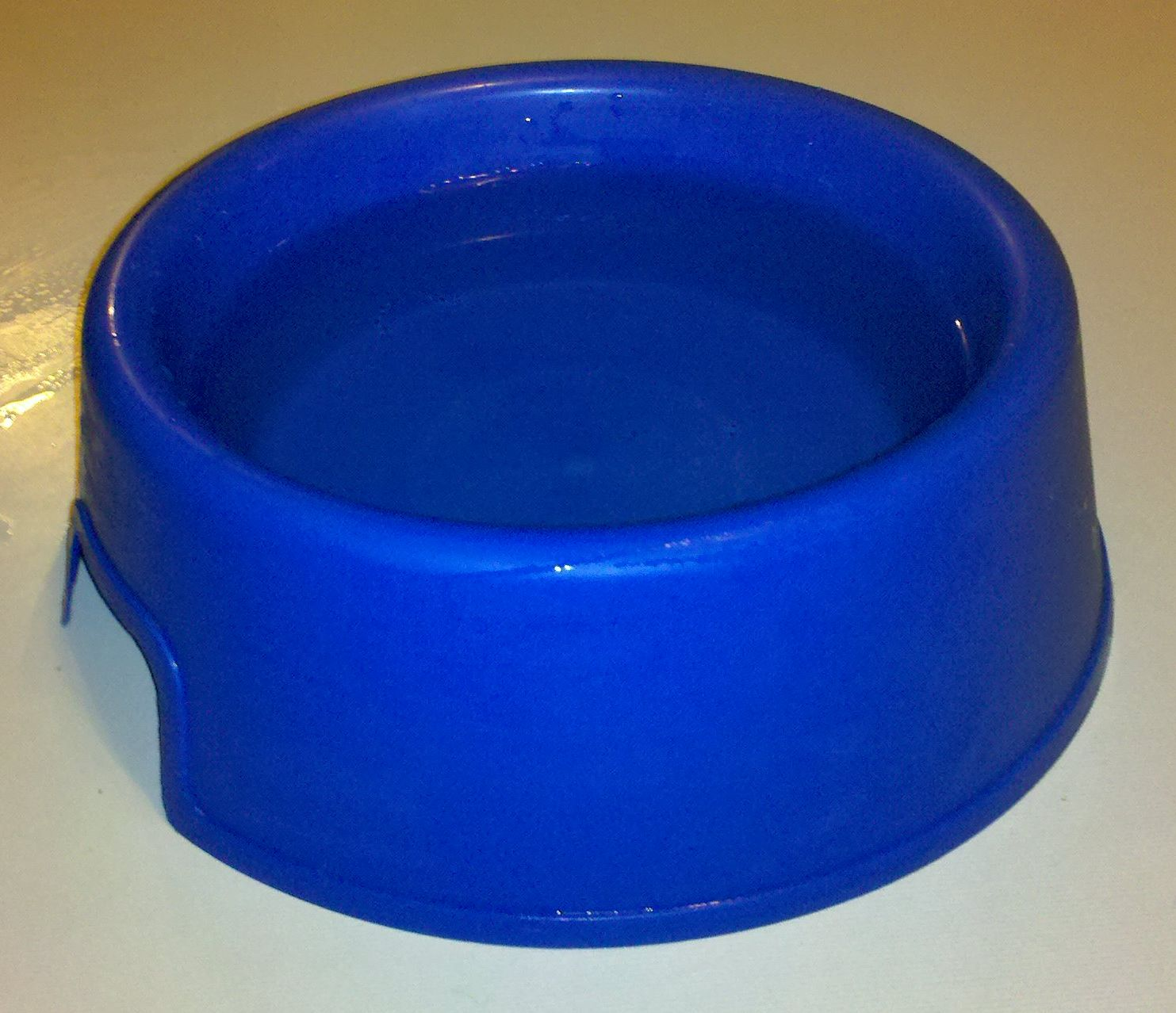
Bebedero

Un Plato Bebedero es un Recipiente o vaso en que se echa el agua a los pájaros u otros animales domésticos.
Los bebederos se utilizan para poner líquidos o alimentos a disposición de las mascotas. El agua que necesitan para su supervivencia. Existen recipientes de diferentes tipos y volúmenes en función del tamaño y las características del animal. Los bebederos de aves se cuelgan en el exterior de la jaula y consisten en recipientes de plástico con una apertura en la base formando un pequeño cuenco para que beban. 
Los gatos y perros de menor tamaño utilizan cuencos de plástico o metal que se colocan en el suelo junto al comedero. Los perros, utilizan recipientes con mayor capacidad que si se sitúan en el exterior del domicilio se fabrican en aluminio o acero inoxidable para evitar su rápido deterioro.

## Tipo de bebedero

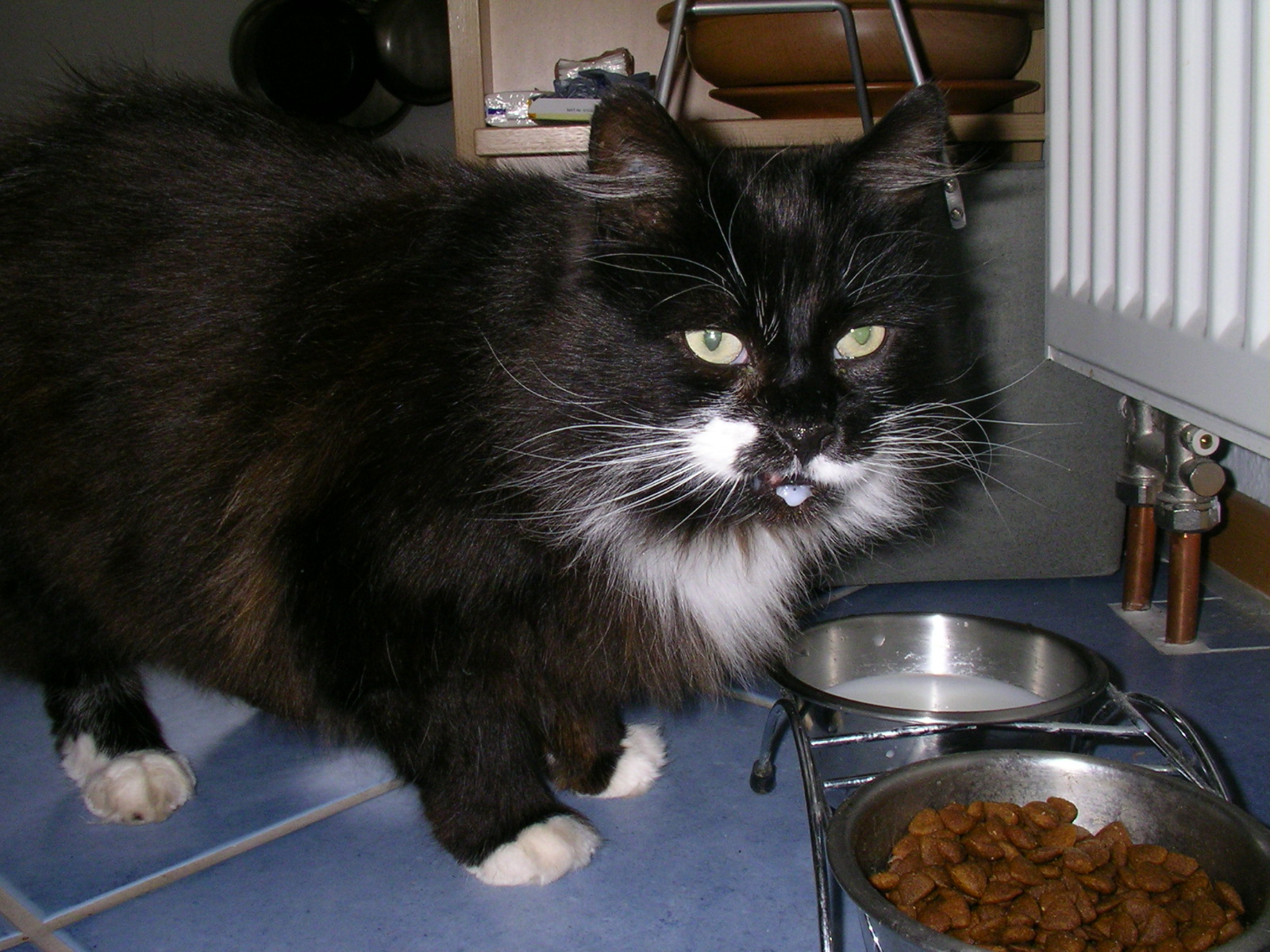
Comedero y bebedero de gato

Los bebederos automáticos permiten un suministro constante de agua. Constan de una boya que regula el nivel de agua en el recipiente deteniendo el flujo cuando alcanza una altura determinada. 
Algunos bebederos garantizan la pervivencia del animal incluso en ausencia del dueño gracias a un remanente de agua. Constan de un depósito de metal o plástico de capacidad variable unido al plato por un tubo u orificio. El plato tiene así agua de forma permanente hasta vaciar el depósito. El contenedor es desmontable para facilitar las labores de limpieza y rellenado. Si es de material plástico se recomienda evitar su exposición directa al sol para garantizar la calidad del agua y su durabilidad.
En ocasiones, son los propios animales los que dispensan el agua según su necesidad. En este caso, los bebederos constan de una palanca que el perro pulsa con el morro cuando tiene sed. Entonces, sale el agua y cae sobre el recipiente permitiéndole beber. Están diseñados para mascotas de gran tamaño.
Algunos objetos cotidianos pueden ser utilizados como bebederos informales. Platos, ceniceros, cuencos u otros recipientes pueden servir para dar de beber a las mascotas. 

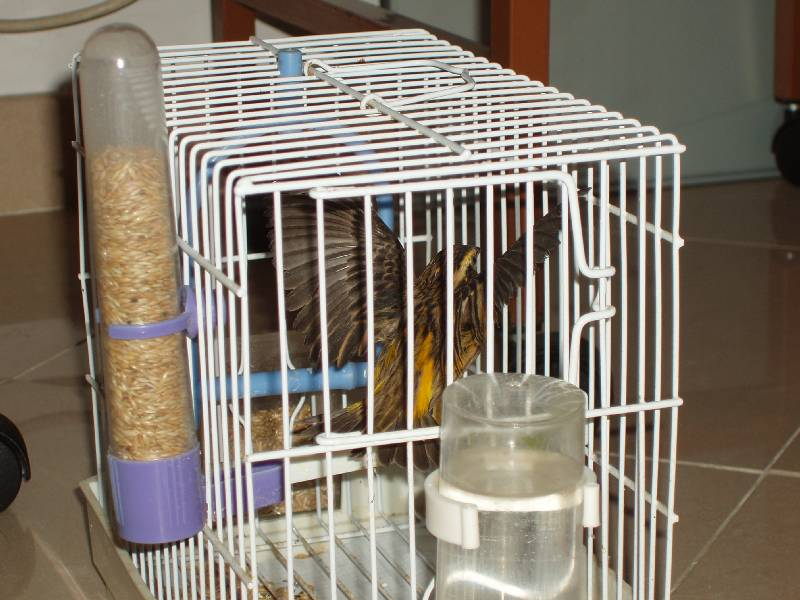
Jaula con bebedero
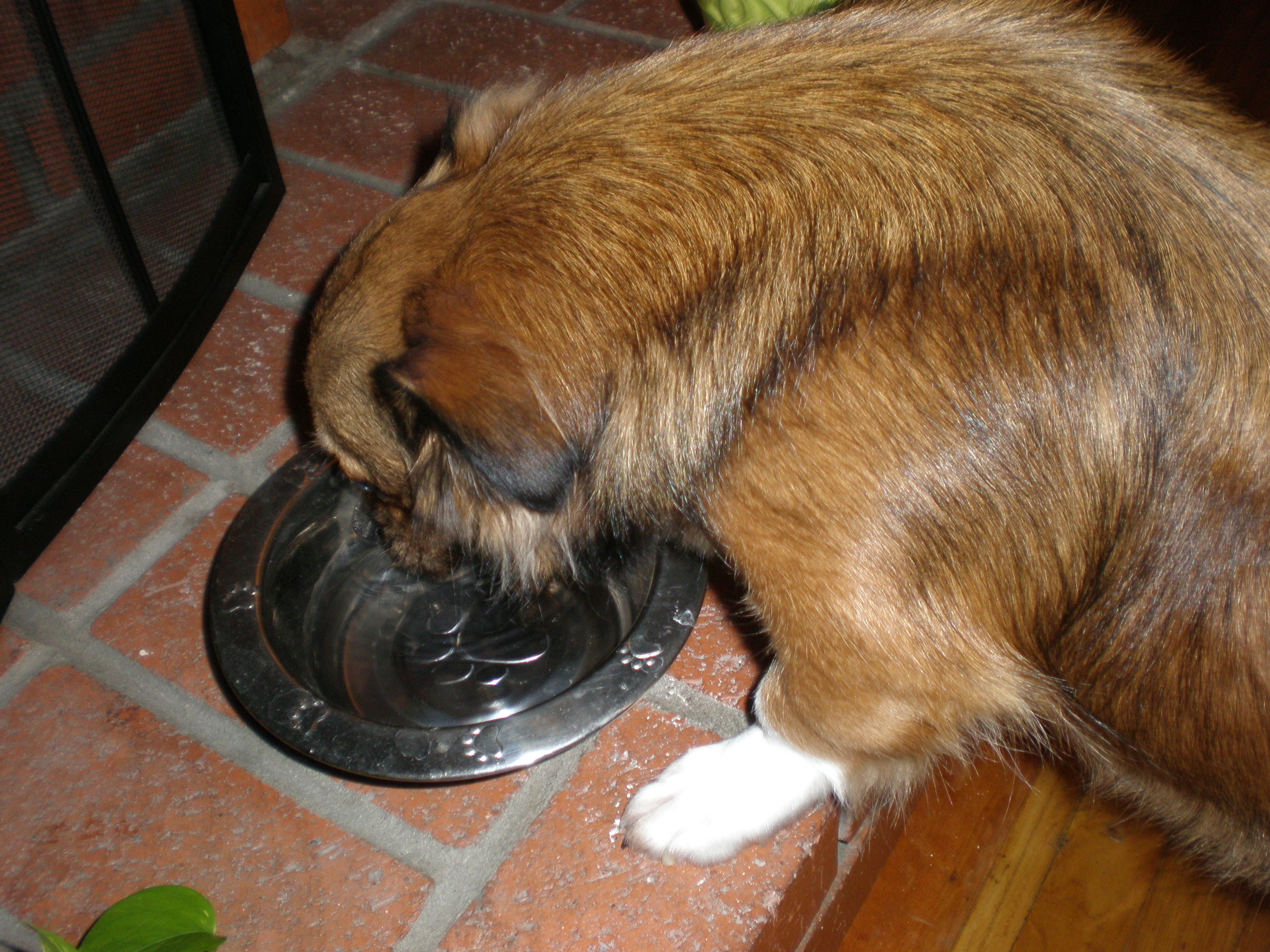
Perro con bebedero
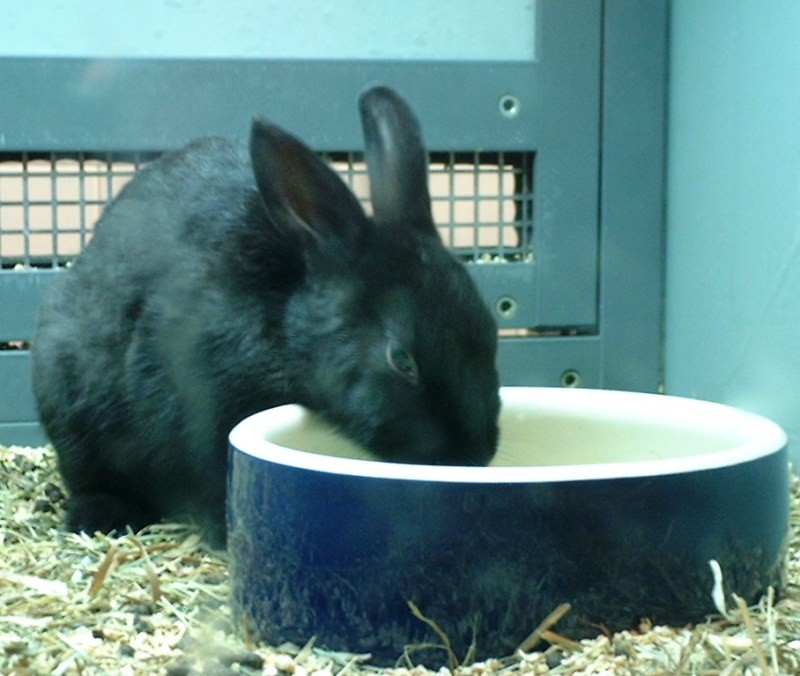
Conejo bebiendo
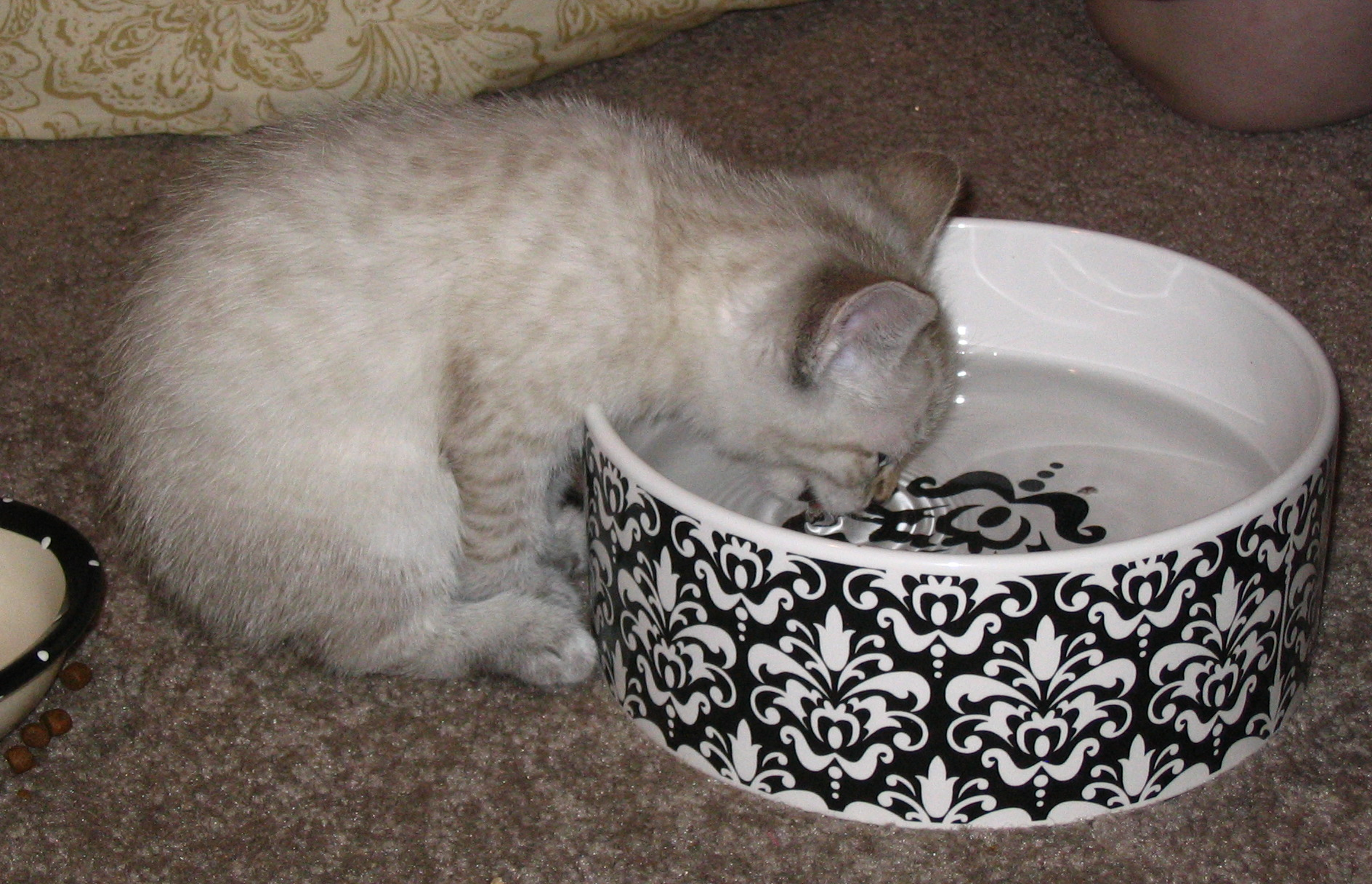
Gato bebiendo de un cuenco